# Lantronix
Lantronix es una empresa del sector informático de origen estadounidense, con sede en Irvine(California) fabricante de dispositivos para acceder y manejar equipos electrónicos a través de Internet.
La compañía ofrece productos para varios sectores, incluyendo los de seguridad y control de incendios, automatización industrial, medicina, transporte, financiero, gubernamental y de electrónica de consumo.

## Historia
Lantronix fue fundada en 1989 con la introducción de un servidor de terminal Ethernet que permitía conectar terminales e impresoras a un host. En la década de 1990, Lantronix introdujo una línea de servidores de impresión para utilizar impresoras y plotters en una red local.
En 2003, introdujo el Lantronix XPort, un módulo de red compacta completa con un servidor web integrado.
En 2007, lanzó el Lantronix SecureLinx Spider, un Switch KVM para la administración remota de servidores distribuidos.
Más recientemente, ha introducido productos que permiten controlar equipos electrónico detrás de cortafuegos.